# عبد الرحمان الكافي
عبد الرحمان الكافي (1885-1934) شاعر تونسي شعبي. من عرش أولاد سيدي عبيد في الشمال الغربي التونسي.
أشهر مؤلفاته هي ملزومة «الصبر لله والرجوع لربي» والمعروفة أيضا باسم «الزبوبية»، والتي اشتهرت ببذاءتها، والتي ينقد فيها الشاعر الاستعمار الفرنسي لتونس ورموز السلطة كافة.

## حياته
ولد عبد الرحمان الكافي في جهة الكاف لمحمد الكافي، الذي كان يعمل في سلك القضاء في تونس، وتوفي مبكرا. التحق عبد الرحمان بالجيش الفرنسي واعتقل عدة مرات، حيث كان ينظم الأشعار في المعتقل.
ذهب إلى طرابلس في عام 1911 ليحارب جيش الاحتلال الإيطالي، وشارك في الحرب العالمية الأولى. في عام 1916، استقر في تونس العاصمة حيث اشتغل في النسيج وكان يلقى أشعاره في المجالس الأدبية والمقاهي وينشرها في الصحف الهزلية. وكانت قصائده تتخذ طابعا ثوريا ضد الاستعمار والتخلف.
انخرط في الحزب الشيوعي التونسي في عام 1922، ومن ثم في الحزب الحر الدستوري في 1923، إلا أنه سرعان ما ترك العمل الحزبي، وشرع بالعمل الفردي.
كانت معتقدات الكافي مزيجا من التقدمية والتقليدية، فقد كان نصيرا لحقوق العمال والفقراء، إلا أنه كان يعارض تحرر المرأة الذي كان يعتبره تشبها بالغرب المستعمر.

## إرثه
أقيمت في بوسالم دورتان لمهرجان عبد الرحمان الكافي للشعر الشعبي في 2015 و2016.